# Casino Stadion (Graz)
Casino Stadion – nieistniejący już stadion piłkarski w Grazu, w Austrii. Istniał w latach 1902–2005. Pod koniec swojego istnienia mógł pomieścić 9000 widzów. Od momentu powstania do 1997 roku (z przerwami) swoje spotkania rozgrywali na nim piłkarze klubu Grazer AK.

## Historia
Boisko klubu Grazer AK pomiędzy ulicą Körösistraße a rzeką Mura powstało wraz z powołaniem do życia Grazer AK, w 1902 roku. W czasie I wojny światowej, w związku z niedostatkiem żywności, na boisku planowano posadzić ziemniaki, ostatecznie jednak teren przekazano wojsku jako plac do ćwiczeń. Po wojnie Grazer AK wznowił działalność, a 1 maja 1922 roku otwarto odrestaurowaną trybunę wschodnią. W 1951 roku GAK awansował do najwyższej klasy rozgrywkowej, a stadion został zmodernizowany. Na najwyższym poziomie rozgrywek zespół występował do roku 1974, kiedy to w wyniku reformy rozgrywek i powstania Bundesligi, został relegowany o klasę niżej. W roku 1975 powrócił na najwyższy szczebel, ale przeniósł się jednocześnie na Liebenauer Stadion. Na stadion przy Körösistraße Grazer AK powrócił w roku 1986. Przed powrotem obiekt poddano modernizacji, w trakcie której zyskał on swój ostateczny kształt, zachowany do czasu jego rozbiórki. Pojemność stadionu wynosiła 9000 widzów, obiekt posiadał trybuny od strony wschodniej (zadaszona), południowej i zachodniej (zadaszona w centralnej części). Za północną bramką mieścił się trawiasty plac, za którym stał duży blok mieszkalny. Wówczas był to już stadion typowo piłkarski, choć w przeszłości obiekt (znany dawniej jako GAK-Platz lub GAK-Stadion) posiadał bieżnię lekkoatletyczną. W 1990 roku Grazer AK spadł do 2. ligi, ponowny awans do Bundesligi zanotował w roku 1995. 13 kwietnia 1996 roku na spotkaniu derbowym ze Sturmem Graz padł rekord frekwencji obiektu. Dzięki dostawionym trybunom mecz ten (wygrany przez gospodarzy 1:0) obejrzało 13 000 widzów. W sezonie 1996/1997 GAK przeniósł się na Alpenstadion w Kapfenbergu. Decyzję tę tłumaczono, iż Casino Stadion był nieprzystosowany do przeprowadzania z niego transmisji telewizyjnych. Mecze w Kapfenbergu nie cieszyły się jednak dużym zainteresowaniem i jeszcze przed końcem sezonu zespół powrócił na swój nominalny obiekt. Po sezonie 1996/1997 drużyna przeniosła się natomiast na nowo otwarty (po kompletnej przebudowie) Liebenauer Stadion, nazwany wówczas imieniem Arnolda Schwarzeneggera. Casino Stadion służył odtąd już tylko jako boisko treningowe. Pod koniec 2004 roku (w tym roku Grazer AK zdobył swoje pierwsze w historii mistrzostwo Austrii) zaprzestano zupełnie korzystania z tej areny (nowym zapleczem treningowym klubu stało się nowo otwarte Sportzentrum Graz-Weinzödl), a niedługo później obiekt rozebrano i wybudowano w jego miejscu budynki mieszkalne.